# Virtus

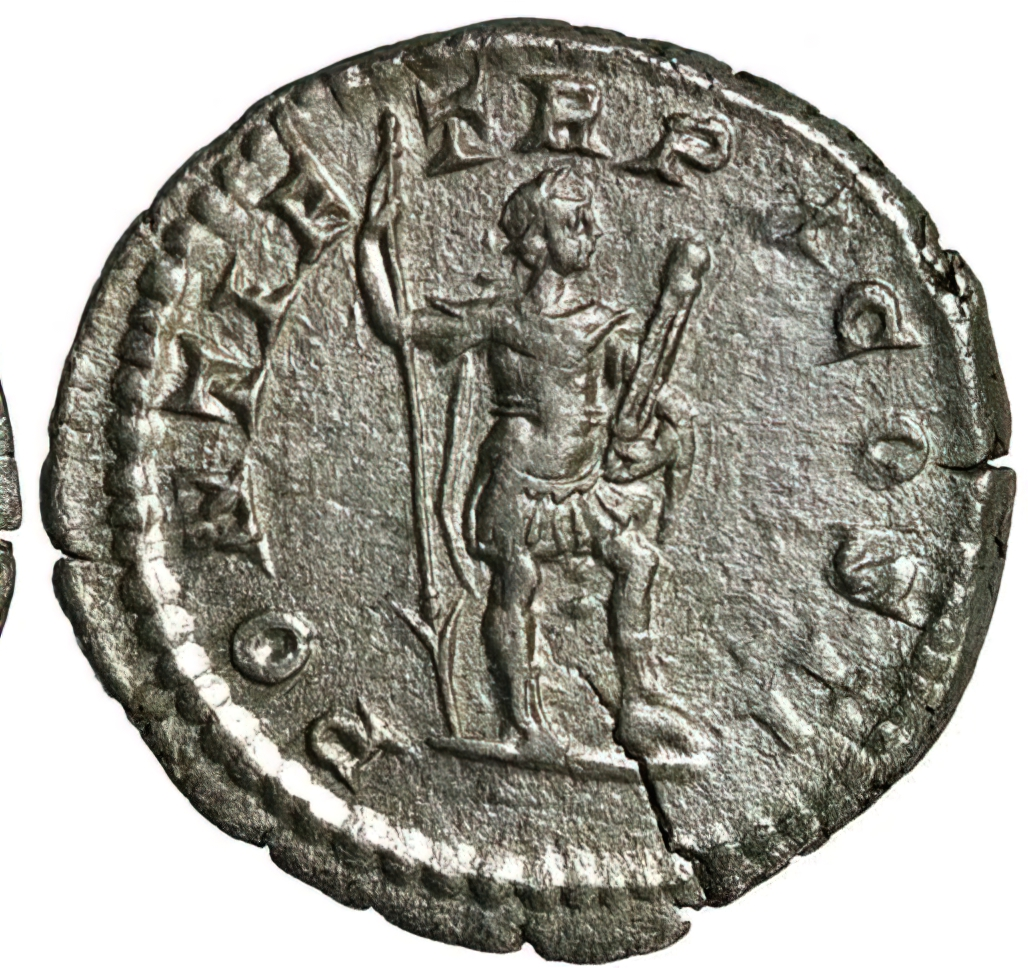
Virtus na denarze Karakalli z 205 r.

Virtus – w starożytnym Rzymie męska cnota moralna najczęściej wiązana z odwagą i męstwem, uważana za podstawę rzymskiego ideału moralnego i należąca do grupy personifikacji. W okresie od późnej Republiki także pojęcie cnoty w znaczeniu ogólnym.

## Virtus jako rzymska cnota męska

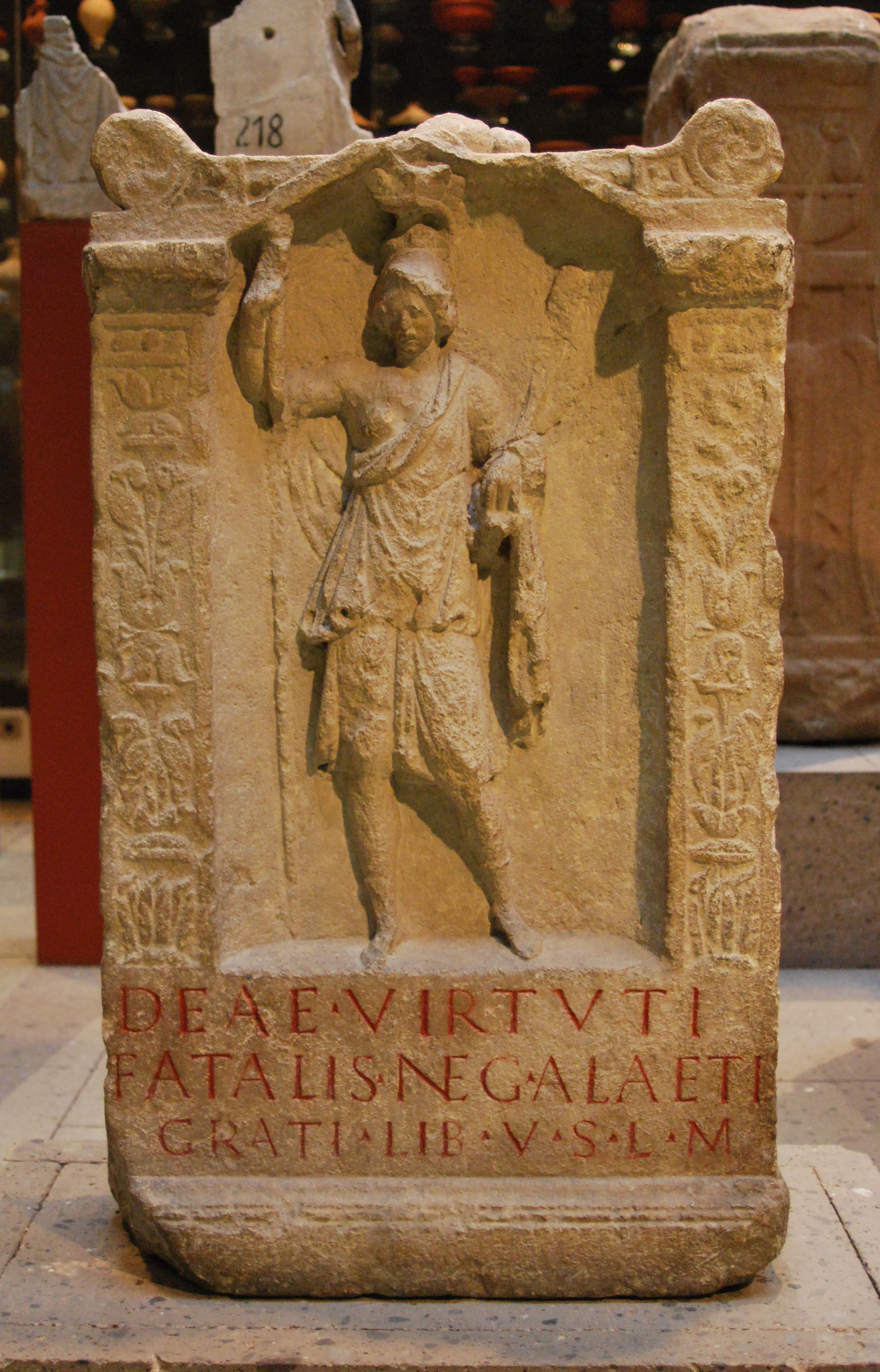
Ołtarz ofiarny poświęcony bogini Virtus (znalezisko z Germanii Dolnej, III w. n.e.)

Pojęcie to początkowo oznaczało zespół cech fizycznych i psychicznych łączonych z męskością, przede wszystkim odwagę, męstwo i tężyznę fizyczną, a także godną mężczyzny postawę pozwalającą sprostać wysokim wymaganiom, takim jak dzielność, prawość, przedsiębiorczość, dynamizm. Jako przeciwieństwo słabości kobiecej (impotentia muliebris) obejmowało również panowanie nad sobą oraz moralną dyscyplinę i poczucie godności.
Etymologię wywodzącą virtus od łacińskiego vir podaje już Cyceron w Rozmowach tuskulańskich (a pochodzenie to potwierdzają współcześni historycy), gdy stwierdza: „virtus nazywa się tak od męża, vir [vir appellata est ex enim viro virtus], dla męża zaś najbardziej właściwe jest męstwo, które ma dwie główne powinności: pogardę śmierci oraz bólu. Trzeba więc spełniać te powinności, jeśli chcemy mieć udział w cnocie czy raczej być mężami, skoro nazwa "cnota" (virtus) jest urobiona od nazwy mąż (vir)”.
Pojęcie virtus zostało prawdopodobnie utworzone w łacinie podobnie jak senectus (stary wiek) od senex (starzec), bardzo szybko jednak zyskało rozszerzone znaczenie moralne. Od początku nie oznaczała ona jednej cechy, ale pewien zespół cech wiązanych z ideałem rzymskiej męskości. Ponieważ rzymskie społeczeństwo było silnie zmilitaryzowane, również pojęcie virtus łączono z typowymi cechami wojowników.
Virtus była cnotą arystokratyczną. Wiązała się zarówno z osobistą odwagą, jak i ze świadczeniem obowiązków obywatelskich na rzecz Republiki. Pod koniec jej istnienia arystokrację krytykowano jednak za odejście od dawnego stylu życia, otaczanie się luksusem i zniewieścienie. Pojawiła się też klasa osób nie pochodzących z arystokracji, a aspirujących do wysokich pozycji społecznych (homo novus), w tym także do odznaczania się virtus. Zabierając głos w tej dyskusji, Cyceron wskazywał, że virtus nie pochodzi ze szlachetnego urodzenia, lecz jest cechą możliwą do osiągnięcia własnym staraniem, a zatem osoby odznaczające się virtus winny być uznawane za szlachetne.

## Virtus jako areté

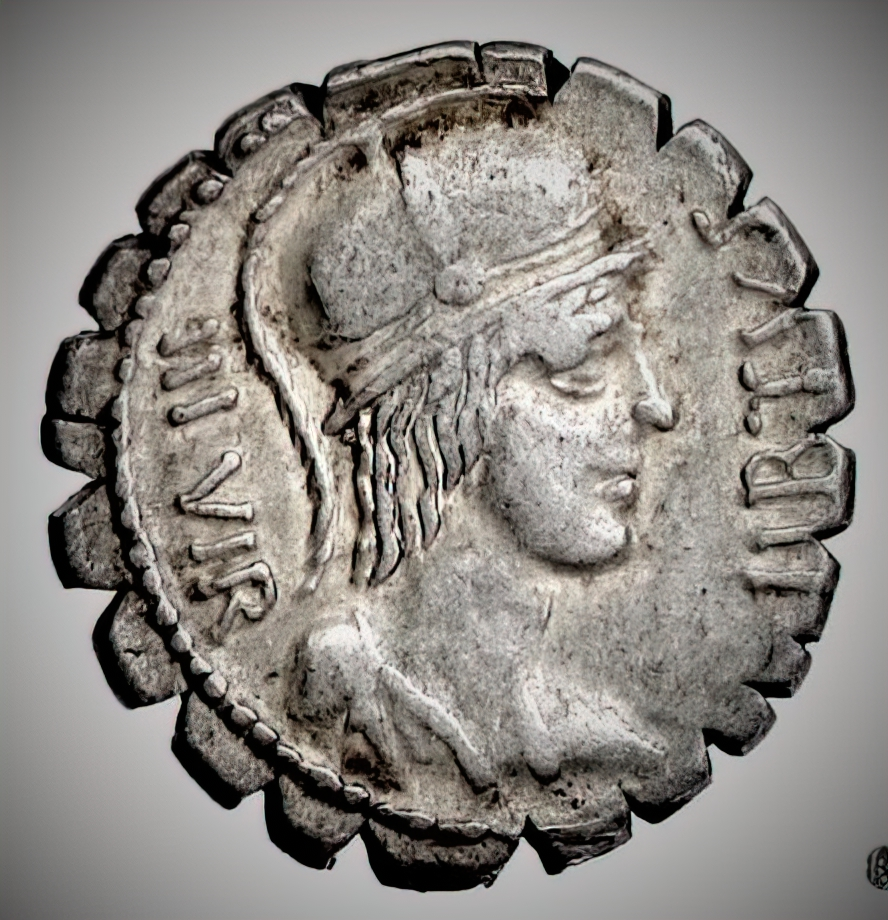
Wyobrażenie Virtus na denarze republikańskim z 65 p.n.e.

Pod koniec II wieku p.n.e., pod wpływem greckich oddziaływań kulturowych, obok pierwotnego znaczenia virtus pojawia się znaczenie drugie. Virtus uległo wtedy hellenizacji i zaczęło być traktowane jako odpowiednik greckiego pojęcia areté (ἀϱετή), oznaczającego ogólnie cnotę rozumianą jako doskonałość moralną lub intelektualną.
Powiązanie virtus z grecką areté nie było oczywiste. W języku starogreckim istniało pojęcie męskości andreia (ἀνδρεία), bardzo zbliżone do pierwotnej rzymskiej virtus. Tłumaczenie virtus jako areté oznaczać może, że Rzymianie z epoki Republiki nie dostrzegali różnic między tymi dwoma pojęciami, lub że doskonałość (jak rozumiano areté) wyraża się przede wszystkich w cechach męskich i wojennych. Początki takiego dwuznacznego stosowania virtus można znaleźć u pisarzy z końca II w. p.n.e., jak Plaut i Lucyliusz. Powiązanie virtus i areté w pełni dokonało się w pismach Cycerona, a także wśród popularnych w Rzymie filozofów stoickich. W ten sposób virtus zostało wzbogacone o greckie idee związane z etyką cnót i o głębszy kontekst filozoficzny, którego brakowało virtus pierwotnej. W pismach niektórych autorów (np. u Cycerona) dwuznaczność pojęcia virtus przedstawiana była poprzez rozróżnienie virilis-virtus (odwaga, męskość) wobec human-virtus (cnota w sensie ogólniejszym). Inny sposób rozróżniania obu tych znaczeń polega na zaakcentowaniu liczby mnogiej: gdy mowa o virtutes (lm), z pewnością chodzi o virtus w ogólniejszym znaczeniu cnoty (nie ma bowiem czegoś podobnego jak "odwagi" czy "męskoście").

## Virtus jako personifikacja

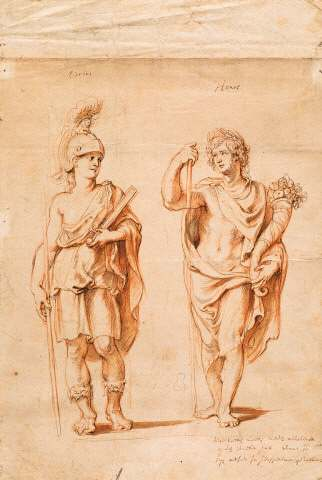
Virtus i Honos w nowożytnym wyobrażeniu (rys. Rubensa, ok. 1620)

W systemie rzymskich pojęć obywatelskich Virtus stanowiła uosobienie męstwa (zwłaszcza wojennego), waleczności i odwagi. Podniesiona do rangi bóstwa, tym samym kojarzona była zazwyczaj z wojną, a jej kult łączono z kultem Honoru (Honos). Ich wspólne sanktuarium (templum Honoris et Virtutis) wzniesione zostało w 101 p.n.e. przez Mariusza. Osobna (wcześniejsza) świątynia bóstwa znajdowała się poza rzymską Bramą Kapuańską (Porta Capena). Polecił ją wybudować Klaudiusz Marcellus po zdobyciu i złupieniu Syrakuz. Kultem tym w sposób naturalny zainteresowany był później Oktawian August. Jeszcze w IV stuleciu poświadczone są uroczystości (ludi) ku czci obydwu bóstw. 

## Wikonografii
Na rewersach rzymskich monet Virtus przedstawiano w zbroi lub stroju wojskowym (z odsłoniętą prawą piersią), opartą o tarczę, dzierżącą włócznię i parazonium, często w prawej ręce trzymającą wiktoriolę (statuetkę bogini zwycięstwa) lub wieniec. Na monetach cesarstwa występuje od panowania Galby, szczególnie jednak w mennictwie III wieku, w okresie panowania cesarzy wojskowych. W numizmatycznych inskrypcjach wielopostaciowo określana najczęściej jako Virtus Augusti (Męstwo Augusta), także Virtus Militum (Męstwo Żołnierzy) i Virtus Exercitus/Exerciti/Exercitum (Męstwo Armii), oraz w odniesieniu do poszczególnych panujących (np. Virtus Gallieni Aug, Virtus Probi Augusti).
Współcześnie virtus przedstawiona jest na pieczęci i fladze stanowej Wirginii. Kobieca postać z odsłoniętą piersią, z włócznią w jednej ręce i parazonium w drugiej, depcze pokonanego tyrana.

## Wparenezie
Virtus pojawia się w licznych rzymskich sentencjach moralnych, jak np.: Virtus nihil expetit praemii (Cnota nie oczekuje żadnej nagrody), Ad virtutem via ardua est (Stroma jest droga do cnoty), Omnis virtus mediocritas (Wszelka cnota to droga umiaru), Virtus in tempestate saeva quieta est (Cnota w czas srogiej burzy jest spokojna) czy Solae faciunt virtutes beatum (Tylko cnoty czynią szczęśliwym). U Horacego także w drwiącym zawołaniu Virtus post nummos (Cnota [idzie] po pieniądzach).

## Późniejszy rozwój pojęcia
W wielu językach nowożytnych virtus stała się etymologicznym źródłem słów określających pradawną cnotę (areté): ang. virtue, fr.  vertu, hiszp.  virtud, wł.  virtù. Jako pojęcie męstwa dało ono z kolei źródło określeniu virtù w renesansowej filozofii Niccolò Machiavellego, stanowiąc dla niego zasadniczą cnotę pozwalającą władcy na przeciwstawianie się okolicznościom losu (fortuna).